# أبرشية حلب للأرمن الكاثوليك
أبرشية حلب للأرمن هي مقر الكنيسة الأرمنية الكاثوليكية في سوريا، وتخضع مباشرة لبطريركية قيليقية للأرمن. في عام 2015، عُمّدَ 10000 شخص هناك.

## التاريخ
في عام 1710، أنشأ بطريرك الكنيسة الأرمنية الرسولية القيليقية غوغاس سيس أبرشية حلب كوحدة إدارية للكنيسة الرسولية الأرمنية وعين المطران أبراهام أردزيويان لها بعد رسامته أسقفاً. واعتنق الأخير الإيمان الكاثوليكي، وأصبح أول أسقف كاثوليكي على حلب.
بصفته مؤيدًا صريحًا للاتحاد مع روما، سجن أبراهام أردزيويان لاحقًا من قبل السلطات التركية . وأطلق سراحه عام 1721 مع منع إقامته في حلب. وأمضى السبعة عشر عامًا التالية في الكريم (حاليًا في قضاء كسروان في لبنان).
عندما حصل الأرمن الكاثوليك على إذن لبناء كنيسة في حلب، تمكن أبراهام أردزويان من العودة إلى حلب. وقرر تأسيس بطريركية كاثوليكية منفصلة عن البطريركية الأرثوذكسية للكنيسة الرسولية الأرمنية، وشيد أسقفين جديدين بمساعدة كهنة روم كاثوليك. وبدورهم انتخبوه كاثوليكوس بطريركاً على كيليكية سنة 1740.
ثم ذهب أبراهام أردزيويان إلى روما حيث حصل في عام 1742 على تأكيد انتخابه ودرع التثبيت من البابا بنديكتوس الرابع عشر.  سمحت هذه الأحداث بإقامة بطريركية كيليكية وأبرشية حلب الكاثوليكية.
في 3 فبراير 1899، رفع المرسوم القصير الذي أصدره البابا لاون الثالث عشر بعنوان أبرشية حلب إلى كرامة أبرشية.
في 9 يناير 2015 ، خلال معركة حلب في الحرب الأهلية السورية، تعرضت كاتدرائية مريم أم المعونات في حلب لقصف بقذائف الهاون خارج ساعات الخدمة، ولم تتسبب في أي وفيات. ولم يتم تبني الهجوم، ونسبه البعض إلى متمردي الجبهة الإسلامية.

## الاحصائيات

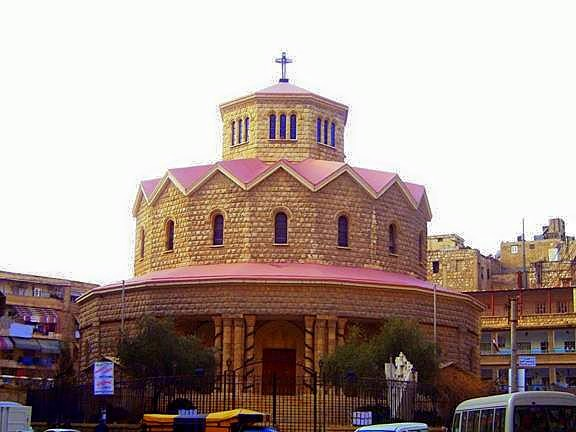
كنيسة الثالوث الأقدس للأرمن الكاثوليك في حلب في حزيران 2011.

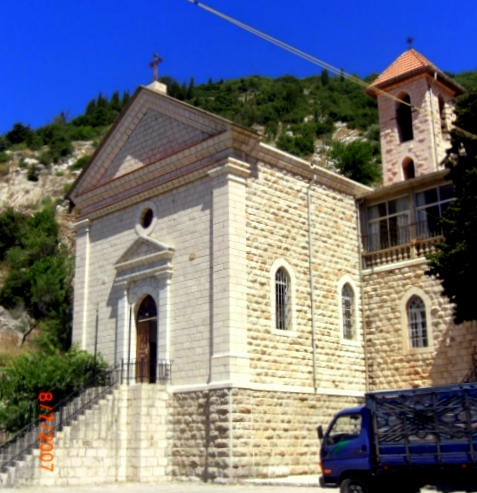
كنيسة القديس ميخائيل رئيس الملائكة للأرمن الكاثوليك في كسب عام 2007.

تمد الأبرشية سلطتها القضائية على معظم الأرمن الكاثوليك السوريين. تقع في شمال غرب سوريا ومقر رئيس الكهنة هي مدينة حلب، حيث تقع كاتدرائية مريم أم المعونات، التي افتتحت عام 1840 والمعروفة أيضاً باسم القديسة ريتا.
وتنقسم أراضي مطرانية حلب إلى ست رعايا، خمس منها في حلب وواحدة في الرقة. توجد في الأبرشية اثنتي عشرة كنيسة أرمنية كاثوليكية، معظمها في حلب، وكنيسة واحدة في الرقة وواحدة في باغجاز (حي مدينة كسب في محافظة اللاذقية).
؛ المعابد
1. كاتدرائية السيدة العذراء مريم بحلب. بني عام 1840.
2. كنيسة المخلص المقدس والقديسة بربارة بحلب حي السليمانية. بنيت في عام 1925. في البداية كانت كنيسة يسوعية، ولكن في عام 1937 نُقلت لتصبح تحت سيطرة الأبرشية.
3. كنيسة الثالوث الأقدس في مدينة حلب حي الميدان. كُرّست في 13 يونيو 1965.
4. كنيسة الصليب المقدس في مدينة حلب حي العروبة. كُرّست في 24 أبريل 1993.
5. كنيسة البشارة في مدينة حلب حي الشيخ محسود. بنيت في عام 1942. كُرّست في الأصل باسم الحبل بلا دنس للسيدة العذراء مريم. وفي عام 2000 كُرّست باسم البشارة الرب.
6. مصلى القيامة الربانية بمقبرة الشيخ محسود. بنيت في عام 1934.
7. كنيسة صعود السيدة العذراء مريم في مدينة  كسب . بناها الفرنسيسكان عام 1890.
8. كنيسة الشهداء الأبرار في مدينة الرقة. بنيت في عام 1978.

الأديرة
1. ديرين للراهبات الأرمن للحبل بلا دنس للسيدة العذراء مريم في مدينة حلب.
2. دير القديس فارتانانتس المخيتاريون، بني عام 1935 على يد اليسوعيون.

## رؤساء الأساقفة
- أفرام أردزيفيان (1701-1740)، عُين بطريرك كيليكية؛
- هاكوب هوفسبيان (1740-1749)، عُين بطريركًا على كيليكية؛
- ميكائيل كاسبريان (؟ - ١٧٥٣)، عُين بطريركًا على كيليكية؛
- كابريل جادرو أفديكيان (1870 - 17/11/1810)؛
  - مقعد شاغر (1810–1823)؛
- كابريل حديد (10/01/1823 - 1823)؛
- أبراهام كوبيليان (20/07/1823 - 15/07/1832) ؛
- بارسيك أيفازيان (04/02/1838 - 2/01/1860)؛
- غريغور باليتيان (2/02/1861 - 26/12/1897)؛
- أفيديس تركيان (2/03/1899 - 20/08/1900) ؛
- أوغسطين سيدجيان (06/07/1902 ـ 1/10/1926);
- جورجي كورتيكيان (31/01/1928 - 1/8/1933);
- غريغوريوس خيندية (10/08/1933 ـ 10/05/1952);

- لودوفيك باتانيان (6/12/1952 - 25/04/1959);
- جورجي لايك (13/08/1959 - 15/04/1983);
- جوزيف باسمديان (04/07/1984 - 11/12/1988);
- بطرس مراياتي (21 أغسطس 1989 - حتى الآن).